# Jonas Boruta
Jonas Algimantas Boruta SJ (ur. 11 października 1944 w Kownie; zm. 19 grudnia 2022 w Mariampolu) – litewski duchowny katolicki, biskup telszański w latach 2002–2017. Drugi i zarazem ostatni redaktor naczelny wydawanego poza cenzurą biuletynu „Kronika Kościoła Katolickiego na Litwie” (1983–1989).

## Życiorys
Absolwent fizyki Uniwersytetu Wileńskiego, od 1970 był pracownikiem Instytutu Fizyki Akademii Nauk Litewskiej SRR. W latach 70. wstąpił do podziemnego seminarium duchownego, a w 1981 do również działającego niejawnie zakonu jezuitów. Otrzymał święcenia kapłańskie w sierpniu 1982 i próbował bezskutecznie uzyskać zgodę władz na pracę duszpasterską. Równocześnie napisał pracę doktorską z fizyki, ale w grudniu 1982 został zwolniony z pracy.
Był jednym ze współpracowników „Kroniki Kościoła Katolickiego” na Litwie i działaczem Katolickiego Komitetu Obrony Praw Wierzących. Blisko współpracował z ks. Sigitasem Tamkevičiusem, który poprosił go o przejęcie wydawania Kroniki na wypadek aresztowania. Faktycznie po aresztowaniu Tamkevičiusa od numeru 58 pełnił funkcję redaktora naczelnego Kroniki do zakończenia jej wydawania w 1989. od 1985 wykładał w podziemnym seminarium duchownym.
W 1989 został prowincjałem prowincji jezuitów Litwy i Łotwy. W 1997 mianowano go biskupem pomocniczym wileńskim ze stolicą tytularną Vulturaria. W tym samym roku został również sekretarzem Konferencji Episkopatu Litwy, a w latach 2002–2006 był prezydentem Litewskiej Katolickiej Akademii Nauk.
5 stycznia 2002 Jan Paweł II mianował go biskupem telszańskim.
18 września 2017 przeszedł na emeryturę, a jego następcą został biskup Kęstutis Kėvalas.